# امامزاده بی‌بی حلیمه خاتون
امامزاده بی بی حلیمه خاتون مربوط به دوران‌های تاریخی پس از اسلام است و در شهرستان فیروزکوه، بخش ارجمند، روستای شادمهن واقع شده و این اثر در تاریخ ۲۵ اسفند ۱۳۸۰ با شمارهٔ ثبت ۵۶۷۸ به‌عنوان یکی از آثار ملی ایران به ثبت رسیده است.